# Mic Club: The Curriculum
Mic Club: The Curriculum è il quarto album del rapper statunitense Canibus, pubblicato nel 2002 da Mic Club, CNR Records International e Babygrande Records.

## Descrizione
| Recensione      | Giudizio |
| --------------- | -------- |
| AllMusic        | [ 1 ]    |
| RapReviews      | [ 2 ]    |
| HipHopDX        | [ 3 ]    |
| Stylus Magazine | B−       |

Grande miglioramento rispetto al disco precedente, Canibus cambia produttori ed etichetta abbandonando in parte i dissing, pratica per la quale era maggiormente conosciuto (Second Round K.O. indirizzato a LL Cool J e Stan Lives! nei confronti di Eminem, per esempio), e concentrandosi sulle proprie abilità liriche e sui giochi metrici, spiccando grazie al suo hardcore intelligente.

## Tracce
1. Mic Club Intro – 1:11 – PlusScience
2. Poet Laureate – 4:58 – DJ Kemo
3. Master Thesis – 3:48 – Kyros
4. Behind Enemy Rhymes – 4:05 – PlusScience
5. Allied Meta-Forces (featuring Kool G Rap) – 5:33 – DJ Serious
6. Cenoir Studies 02 – 5:02 – Kyros
7. 'C' Section – 3:19 – PlusScience
8. Drama A/T (featuring Luminati) – 5:51 – Kyros
9. Dr. C. Ph.D – 3:15 – Kyros
10. Bis vs. Rip (featuring Rip the Jacker) – 6:07 – PlusScience
11. Liberal Arts (featuring Jedi Mind Tricks) – 4:25 – Stoupe the Enemy of Mankind
12. Curriculum 101 – 4:44 – Kyros
13. Mic Club Outro – 2:14 – PlusScience

## Classifiche settimanali
| Classifica (2002)         | Posizione massima |
| ------------------------- | ----------------- |
| US Independent Albums     | 22                |
| US Top R&B/Hip-Hop Albums | 71                |